# Madri di Tienanmen

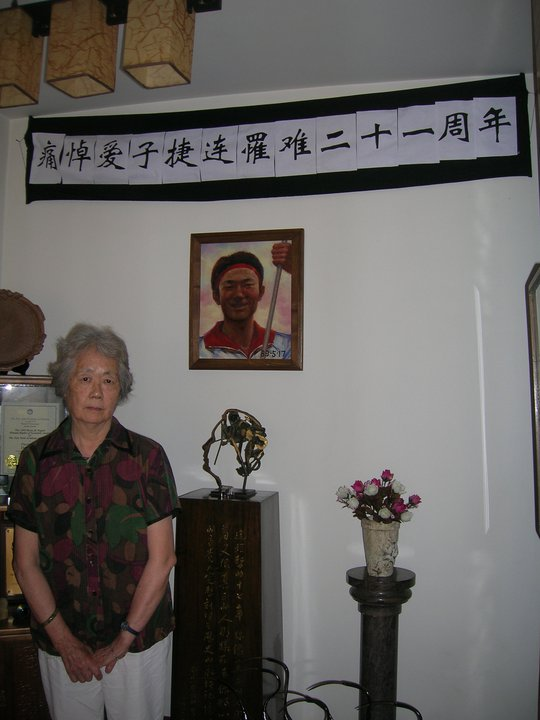
Ding Zilin, leader delle Madri di Tiananmen

Le Madri di Tienanmen sono un gruppo del Movimento democratico cinese che promuove un mutamento delle posizioni del governo verso la violenta repressione della Protesta di piazza Tienanmen del 4 giugno 1989.
È guidata da Ding Zilin, candidata al Premio Nobel per la pace, una docente universitaria in pensione il cui giovane figlio fu ucciso dalle truppe governative durante la repressione.
Nel 2000 fu lanciata ufficialmente una campagna per chiedere:
1. il diritto a commemorare pacificamente in pubblico;
2. il diritto ad accettare aiuti umanitari da organizzazione ed individui cinesi e non;
3. non perseguitare più le vittime, comprese quelle ferite da armi da fuoco e le famiglie dei deceduti;
4. il rilascio di tutte le persone ancora in prigione per il ruolo svolto nelle proteste del 1989;
5. spiegazioni piene e pubbliche sull'uso delle armi da fuoco.

Ding Zilin, Zhang Xianling, che ha perso il figlio diciannovenne, e Huang Jinping, che ha perso il marito trentenne sono state detenute nel marzo 2004. Le autorità prima hanno negato gli arresti, ma poi hanno ammesso di averle fermate perché coinvolte in quelle che hanno descritto come attività illegali per conto di potenze straniere. Sono state rilasciate dopo circa una settimana ma sottoposte ad una stretta sorveglianza in occasione del 15º anniversario delle proteste.
Le donne sono state sottoposte agli arresti domiciliari. Tutte le loro conversazioni telefoniche sono controllate ed è stato detto loro di non parlare con altri attivisti, con gli organi di informazioni stranieri e con organizzazioni per i diritti umani.
Gli analisti valutano che le pressioni esercitate da organizzazioni quali le Madri di Tienanmen potrebbero portare ad una qualche forma di riconoscimento delle uccisioni durante la repressione, per es. attraverso una lapide posta nella piazza, ma in molti credono che questo non avverrà presto.
Nel 2006 le Madri di Tienanmen hanno invocato "un processo di verità e riconciliazione" su quanto il governo compì nella piazza Tienanmen.